# Ron miel

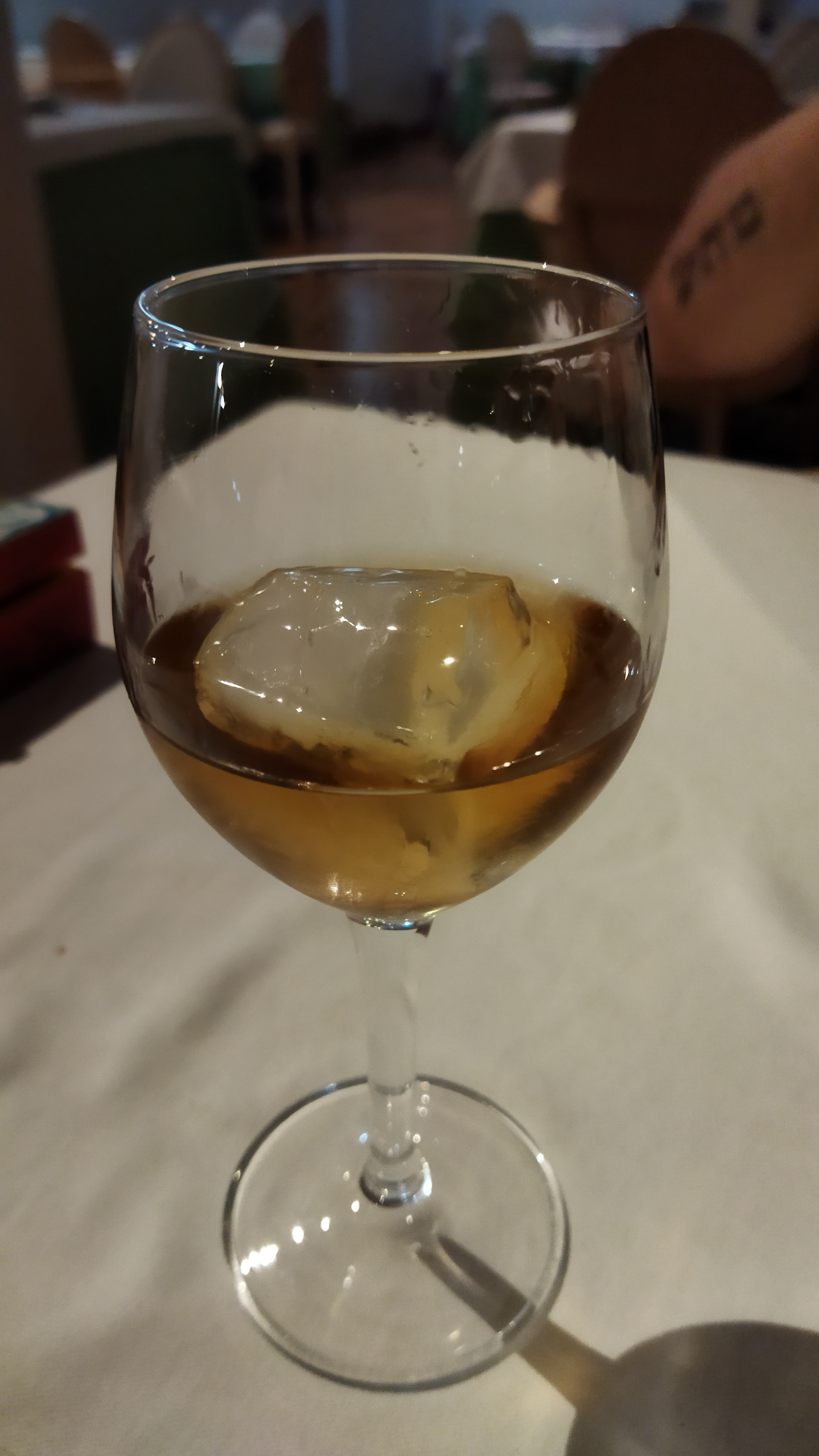
Chupito de ronmiel.

El ron miel (o ronmiel) es una variedad de ron, elaborado a partir de aguardiente de caña o melaza, típico de las Islas Canarias. Se conoce como ron miel, debido a que el producto final incorpora una cantidad de miel de abeja superior al 2 % del volumen total.
Su graduación alcohólica va del 20 al 30 %. Es de sabor intenso y dulce, y su color va del oro viejo al caoba intenso.
En 2005 la Consejería de Agricultura del Gobierno de Canarias creó una Denominación Geográfica específica para el ron miel bajo el nombre Ronmiel de Canarias.